# Yaoshan Weiyan
Yaoshan Weiyan (chiń. 藥山惟儼, pinyin Yàoshān Wéiyǎn; kor. 약산유엄 Yaksan Yuam; jap. Yakusan Igen; wiet. Dược Sơn Duy Nghiễm; ur. 745, zm. 828) – chiński mistrz chan szkoły hongzhou, uczeń mistrza chan Shitou Xiqiana.

## Życiorys
Yaoshan pochodził z miasta Jiangzhou; obecnie jest to miasto Xinjiang w prow. Shanxi.
Do zakonu wstąpił w wieku 17 lat i rozpoczął praktykę chan w klasztorze mistrza chan Xishana Huizhao w Chaozhou (Guangdong). Ten sam mistrz był także nauczycielem młodszego o 4 lata od Yangshana Baizhanga. Pełną mnisią ordynację przyjął u mistrza winai Xicao w klasztorze Hengyue na górze Heng w 773 r., gdy miał 29 lat. Był pilnym uczniem i studiował sutry, śastry oraz winaję. Jednak po pewnym czasie poczuł się zmęczony monotonnym przestrzeganiem drobiazgowych przepisów i postanowił znaleźć nowego nauczyciela.
Został uczniem mistrza chan Shitou Xigiana (chociaż praktykował także u Mazu Daoyi), który wówczas także przebywał na górze Heng. W Zutang ji jest na ten temat zaledwie wzmianka. Jednak inne źródła podają, że Yaoshan spędził u mistrza 13 lat. Po otrzymaniu przekazu Dharmy Yaoshan odszedł od mistrza.
W okresie rywalizacji szkół caodong i linji w czasie panowania dynastii Song sporo zamieszania wprowadziła rozpowszechniona informacja o tym, że Yaoshan, prekursor szkoły caodong, osiągnął oświecenie u mistrza Mazu Daoyi, a nie Shitou, i pozostał u Mazu. Było to bardzo celne uderzenie w tradycję caodong, bowiem insynuowało, że skoro Mazu był zawsze łączony ze szkołą linji, to znaczyło, że caodong jest po prostu tylko filią tradycji linji.
Jego początki jako nauczyciela były bardzo skromne. Zamienił małą oborę na górze Yao na dom mnichów (chiń. sengtang). Po pewnym czasie wokół niego zaczęli się gromadzić uczniowie. Wkrótce miał ich ok. 50. Jak podaje Zutang ji, wśród przyciągniętych jego naukami był słynny prekursor odrodzenia konfucjańskiego w okresie dynastii Tang – minister Li Ao. Był on po takim wrażeniem nauk mistrza, że skomponował wiersz na cześć Yaoshana. Na Yaoshan mistrz przebywał przez ponad 30 lat.
W drugim miesiącu 828 r. mistrz nagle zaczął krzyczeć Hala Dharmy się wali! Hala Dharmy się wali!. Mnisi zbiegli się ze słupami, aby podeprzeć ściany i dach.
Yaoshan podniósł ręce i powiedział Nie rozumiecie, co mam na myśli i zmarł.
Uczniowie wybudowali pamiątkową stupę na wschodniej ścianie hali. Mistrz otrzymał pośmiertne imię „Wielki Nauczyciel Szerokiej Drogi”. Stupa otrzymała nazwę „Miasto Przemienienia”.
Występuje w gong’anie 5 z Congrong lu.

## Uczniowie i nauki
Linia przekazu mistrza Yaoshana okazała się w historii chanu niezwykle ważna. Według zapisów miał 10 spadkobierców Dharmy. Najważniejszymi uczniami byli bracia Yunyan Tansheng (782–841) i Daowu Yuanzhi (769–835). Nieco mniejsze znaczenie miał Huating Dejian.
Nauki Yaoshana poprzez tych uczniów zostały przekazane ich uczniom: Dongshanowi Langjiemu (założycielowi szkoły caodong) i Shishuangowi Qingzhu. Dzięki nim linia przekazu zapoczątkowana przez Shitou Xiqiana rozwinęła się niezwykle i w X w. stanowiąc liczne i żywotne frakcje szkoły chan.
Wszystkie zapisane rozmowy z uczniami świadczą o tym, że Yaoshan zdystansował się od dawnego, doktrynalnie nastawionego buddyzmu. Gdy Li Ao zapytał go Czym jest moralność (śila), medytacja (samādhi) i mądrość (prajñā)? – a więc trzy podstawy lub filary buddyjskiej ścieżki – Yaoshan odparł Nie mam takich starych narzędzi koło siebie. Podkreślał więc czysty umysł własnej natury, co było ogólną ideą wczesnego chanu. Pozostawał także bardzo bliski stylowi szkoły hongzhou mistrza Mazu.
Jednak jego epitafium przedstawia go jako bardzo konserwatywnego mistrza chan, który nauczał sutr i prowadził życie poddane samokontroli. Jest to w sprzeczności z wszystkimi innymi przekazami o mistrzu.
Jak zwykle, jeśli chodzi o wspólnych uczniów Shitou Xiqiana i Mazu Daoyi, kontrowersją pozostaje, czyim był spadkobiercą. Jinhua Jia umieszcza go raczej w gronie uczniów Mazu.

## Linia przekazu Dharmy zen
Pierwsza liczba oznacza liczbę pokoleń mistrzów od 1 Patriarchy indyjskiego Mahakaśjapy.
Druga liczba oznacza liczbę pokoleń od 28/1 Bodhidharmy, 28 Patriarchy Indii i 1 Patriarchy Chin.
- 33/6. Dajian Huineng (638–713)
  - 34/7. Qingyuan Xingsi (660–740)
    - 35/8. Shitou Xiqian (700–790)
      - 36/9. Yaoshan Weiyan (751–834)
        - 37/10. Chuanzi Decheng (bd)
        - 37/10. Huating Dejian (bd)
          - 38/11. Jiashan (bd)
            - 39/12. Haihu (bd)

        - 37/10. Yunyan Tansheng (782–841)
          - 38/11. Dongshan Liangjie (806–869) szkoła caodong

        - 37/10. Daowu Yuanzhi (769–853)
          - '38/11. Jianyuan Zhongxing (bd)
          - 38/11. Shishuang Qingzhu (805–889)
            - 39/12. Yungai Yuanquan (bd)
              - 40/13. Yungai Jingquan (bd)

            - 39/12. Jiufeng Daoqian (zm. 921)
              - 40/13. Heshan Wuyin (891–960)
              - 40/13. Baofeng Yanmao (bd)
              - 40/13. Guangmu Xingxiu (bd)
              - 40/13. Tong’an Changcha (bd)
              - 40/13. Letan Kuangwu (bd)

            - 39/12. Daguang Juhui (836–903)